# Garçonne (Frauentyp)

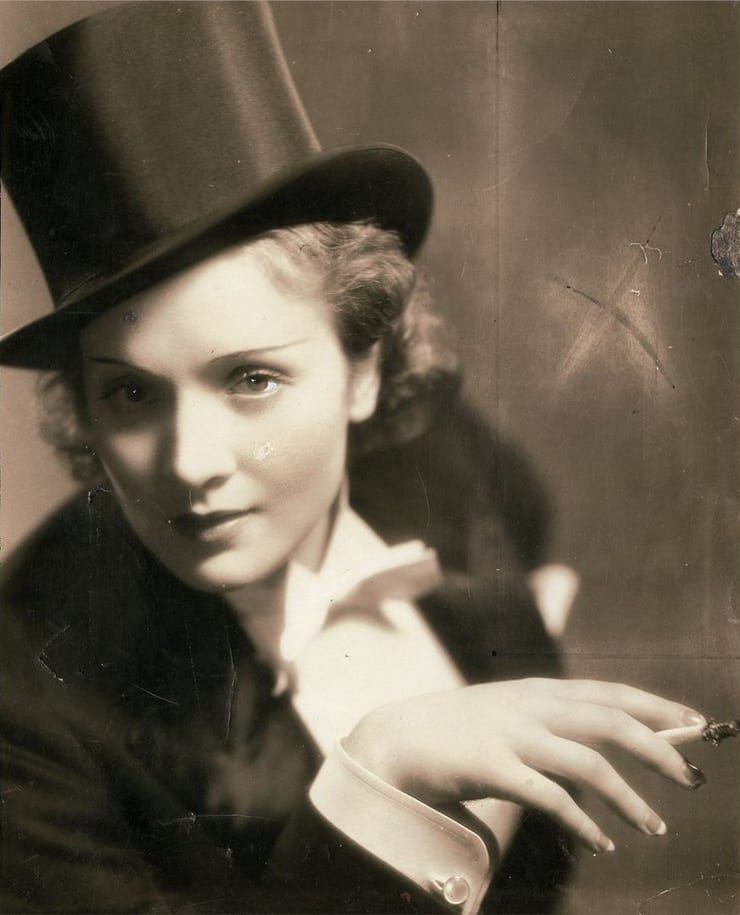
Marlene Dietrich in männlicher Kleidung im Film Morocco

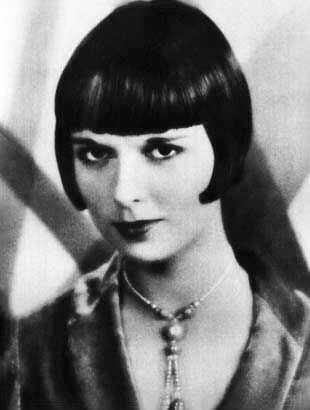
Schauspielerin Louise Brooks mit Bubikopf

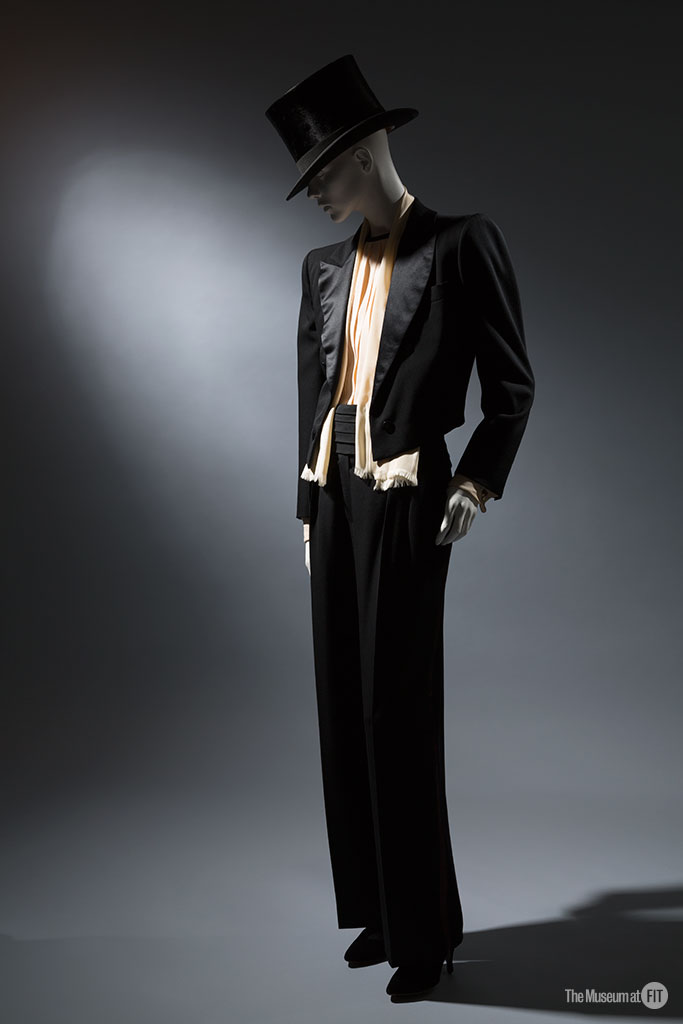
Damen-Smoking von Yves Saint Laurent

Garçonne ist eine Bezeichnung für einen androgynen Frauentyp. Der Begriff wurde abgeleitet von dem französischen Wort „Garçon“ für „Junge“.

## Geschichte des Begriffs
Der Begriff „Garçonne“ tauchte erstmals 1892 in den Werken des französischen Schriftstellers Joris-Karl Huysmans auf. In Frankreich etablierte er sich durch den Roman La Garçonne von Victor Margueritte aus dem Jahr 1922, der im Deutschen Die Aussteigerin heißt. Die Hauptfigur in diesem Roman trägt kurze Haare sowie schlichte, männliche Kleidung und pflegt sexuelle Beziehungen zu beiden Geschlechtern. Die Garçonne von Margueritte ist ein moderner, emanzipierter Frauentypus der Nachkriegszeit und hat „einiges gemeinsam mit den verstörten Kriegsveteranen, die sich aufgrund ihres persönlichen Schocks mit Sex und Drogen betäuben“. Der Roman von Margueritte war in Frankreich stark umstritten und eine Verfilmung von 1923 kam dort nicht in die Kinos. Schon zuvor war der Begriff Garçonne in der Pariser Gesellschaft ein Synonym für eine lesbische Frau, der aber positiver konnotiert war als andere, herabwürdigende Bezeichnungen. Bekannteste Vertreterin einer Garçonne war in der Zwischenkriegszeit die Sportlerin Violette Morris.
Als Synonym für eine lesbische Frau wurde der Begriff auch in der deutschen Lesbenbewegung der Weimarer Republik aufgenommen. So erschien die einflussreiche lesbische Zeitschrift Frauenliebe ab 1930 bis zu ihrem Verbot 1933 unter dem Titel Garçonne, und 1931 gründete Susi Wannowsky die Lesbenbar Garçonne in der Berliner Kalckreuthstraße. Hier wurde der Stil zugleich klassistisch aufgeladen: Während die Garçonne als maskuliner Frauentyp vor allem durch lesbische Frauen der Mittel- und Oberschicht rezipiert wurde, war das Analogon von Frauen der Unterschicht der deutlich robustere Typus der „virilen Frau“, der motivisch später in der „Butch“ wiederkehrte.
Die Bezeichnung Garçonne wurde in der Folge in der Modewelt aufgegriffen. Bereits in den Illustrationen von Kees van Dongen war die Garçonne weitgehend von einem emanzipatorischen Anspruch befreit. Bei Designern wie Paul Poiret und Coco Chanel wurde sie zum Sinnbild der modischen Frau mit „cheveux á la garçonne“ (Bubikopf) und korsettfreier Kleidung, weitere Accessoires waren Männerhüte, Krawatten und Monokel. „Die Garçonne steht für Konsum, Erfolg, Mobilität, davon zeugen auch die Werbegrafiken, die eine Frau mit Kurzhaarfrisur am Steuer eines Autos zeigen.“ Im englischsprachigen Raum entstand in den 1920er-Jahren der entsprechende Begriff Flapper für moderne, selbstbewusste Frauen, bei denen allerdings der explizite männliche Anstrich fehlte. Im deutschsprachigen Raum entsprach die Schauspielerin Marlene Dietrich dem Typus einer Garçonne, der als Begriff auch in die Filmwelt Eingang fand.
Seit den 1970er-Jahren verwenden Modedesigner die Begriffe Garçonne oder à la Garçonne, um maskulin anmutende Mode für Frauen zu charakterisieren. Auslöser dieses Trends war Yves Saint Laurent, der 1975 einen Smoking für Frauen kreierte.